# Khu dự trữ sinh quyển Río Platano
Khu dự trữ sinh quyển Río Plátano là khu bảo tồn tự nhiên có diện tích 5.250 km ² nằm ở Mosquitia, khu vực bên bờ biển Caribê của Honduras. Hầu hết diện tích đất của khu bảo tồn này chạy dọc theo sông Plátano. Khu bảo tồn có những khu rừng lớn nhất tại Honduras, là nhà của một số loài đang bị đe dọa. Nó đã được công nhận là di sản thế giới và khu dự trữ sinh quyển thế giới từ năm 1982. Khu bảo tồn này bao gồm cả miền núi và đồng bằng với những khu rừng mưa nhiệt đới, các động vật hoang dã và đời sống thực vật rất đa dạng, với hơn 2000 loài thực vật.Nơi đây là một phần của hành lang sinh học Trung Mỹ trải dài từ phía nam Mexico tới Trung Mỹ.
Mặc dù khu dự trữ bao gồm một phần lớn các khu rừng của Honduras, nhưng ghi nhận về sự đa dạng sinh học bên trong nó là rất ít tài liệu. Trong khi kế hoạch quản lý trước đây đã chứng minh điều này, một cuộc điều tra tiếp tục diễn ra trong tương lai để bảo tồn và giữ an toàn cho khu dự trữ có giá trị đặc biệt này. Hiện nay, các mối đe dọa đến việc bảo tồn bao gồm săn bắn hợp pháp, khai thác gỗ và tình trạng chăn thả gia súc. Thám hiểm đi bè gần đây trên sông Platano từ đầu nguồn thông qua các vùng đệm, vùng lõi đã ghi nhận việc chăn thả gia súc trong vùng lõi, câu cá thương mại và các trại săn bắn dọc theo sông, khai thác gỗ gần khu rừng Las Marias.

## Lịch sử
Năm 1960, khu vực này được đặt tên là "Khu dự trữ khảo cổ Cuidad Blanca", theo tên của thành phố huyền thoại cổ xưa Ciudad Blanca (Thành phố Trắng). Sau đó, nó đã được đổi tên thành "Khu dự trữ sinh quyển Río Plátano" vào năm 1980 và được bổ sung vào danh sách di sản thế giới vào năm 1982.
Một kế hoạch quản lý và phát triển được đưa ra vào năm 1980 và thực hiện vào năm 1987 do Bộ Tài nguyên. Năm 1997, thêm 3250 km ² được chỉ định là vùng đệm cho khu bảo tồn. Năm 1997, Ngân hàng Phát triển Đức đã bắt đầu một kế hoạch sẽ mở rộng đáng kể thêm Khu dự trữ sông Patuca và khu dự trữ sinh quyển Bosawas ở Nicaragua. Hiện nay, kế hoạch của Đức đã bị trì hoãn.

### Địa điểm khảo cổ
Khu vực còn có hơn 200 địa điểm khảo cổ, bao gồm cả các điểm mà Christopher Columbus lần đầu tiên đến đất liền nước Mỹ. Khu bảo tồn cũng có các khu định cư bị phá hoại, bao gồm các tòa nhà, đường sá, đá chạm khắc và hài cốt.
Vài trong số các địa điểm khảo cổ được bảo vệ trên thực tế đã bị đánh cắp một số yếu tố quan trọng. Mặc dù giá trị khảo cổ trong khu vực ban đầu đóng một vai trò lớn trong sự hình thành của khu bảo tồn, nhưng tập trung chủ yếu hiện nay của khu bảo tồn là vào việc bảo vệ rừng và các loài động thực vật quý hiếm.
Theo truyền thuyết, thành phố Ciudad Blanca nằm trong khu vực này. Trong những năm qua, nhiều nhà khảo cổ học nghiệp dư lẫn chuyên nghiệp đã tuyên bố là tìm thấy nó, nhưng không ai đưa ra được những bằng chứng đáng tin cậy và hầu hết các chuyên gia vẫn còn hoài về sự tồn tại thực hư của nó.

## Động thực vật
Khu dự trữ chứa phần diện tích còn sót lại lớn nhất những cánh rừng mưa nhiệt đới ở Honduras và là một trong số ít còn lại ở Trung Mỹ, với nhiều loài đang bị đe dọa. Mặc dù có một số lượng ngày càng tăng những nghiên cứu về sự đa dạng sinh học trong khu bảo tồn, các kế hoạch quản lý hiện nay nhấn mạnh sự cần thiết phải nghiên cứu thêm về hệ thực vật và động vật trong khu vực.

### Thực vật

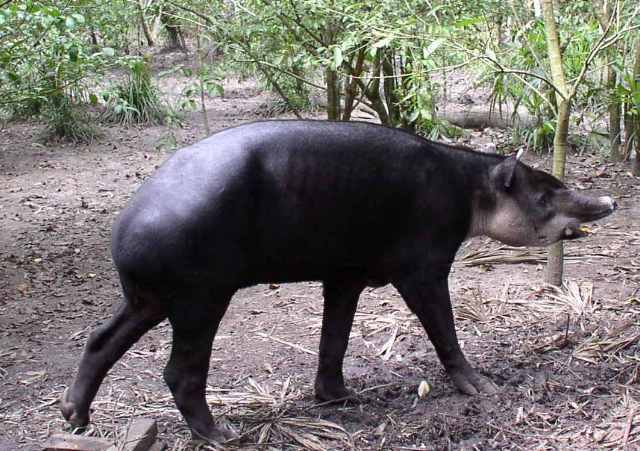
Heo vòi Baird

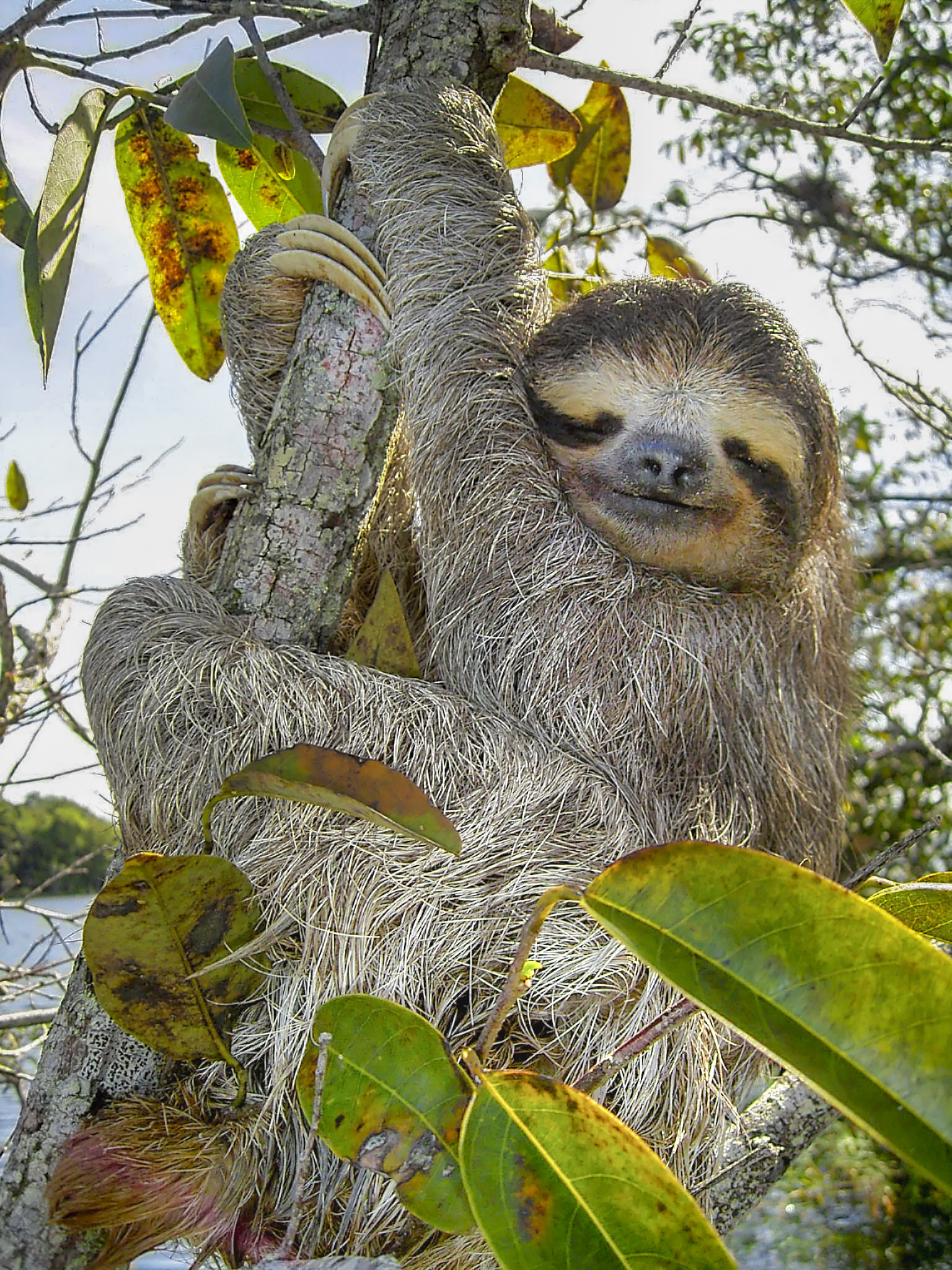
Lười cổ nâu

Các hệ sinh thái quan trọng bao gồm rừng ngập mặn, đầm lầy nước ngọt, đồng cỏ cói, thông thảo nguyên, rừng phòng hộ và các khu rừng mưa nhiệt đới. Có một số lượng đa dạng của hệ thực vật, ước tính khoảng hơn 2.000 loài thực vật có mạch, mặc dù số loài biết đến vẫn ít nhưng người ta tin rừng có nhiều loài mới chưa được khám phá có mặt tại đây.

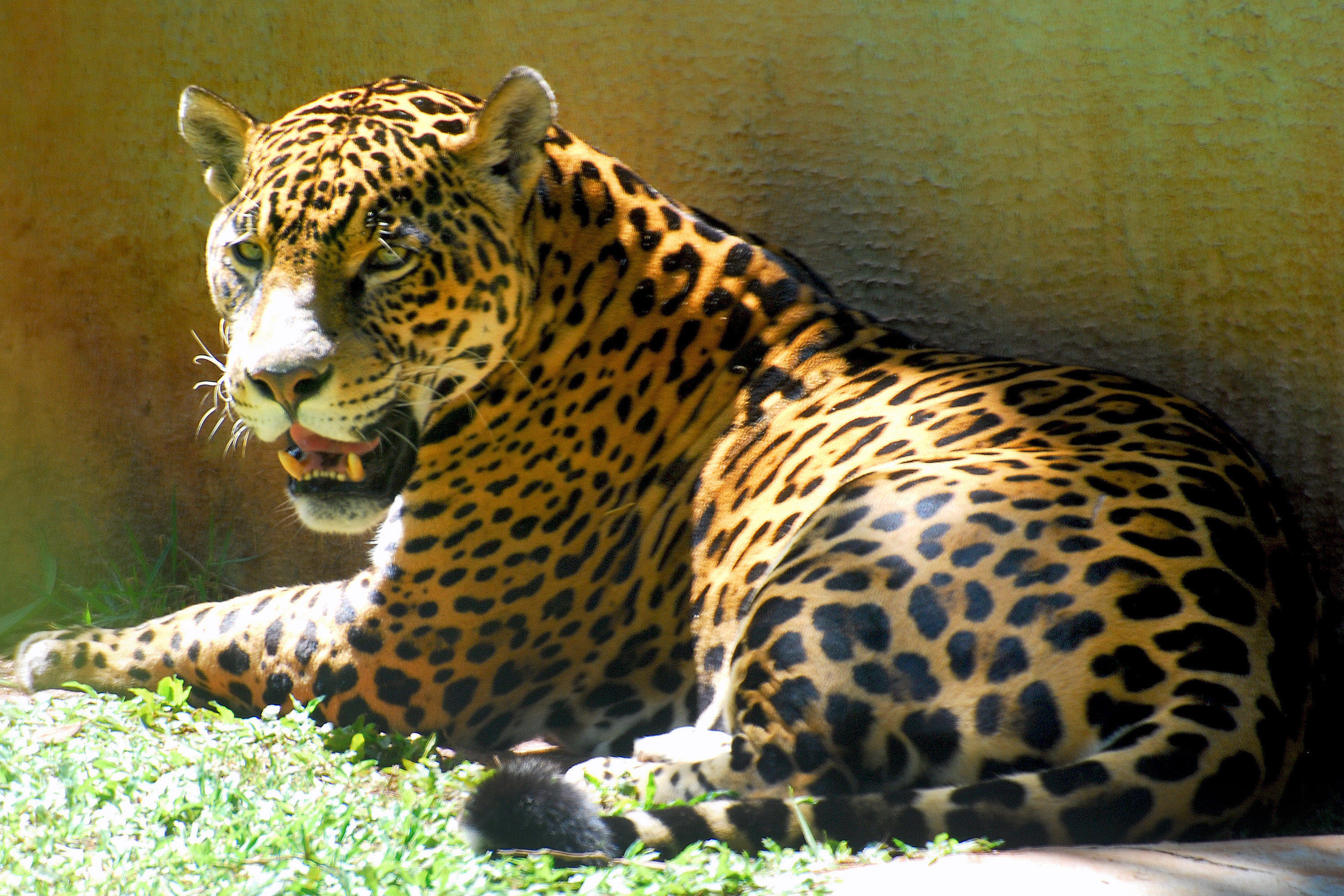
Báo đốm Mỹ

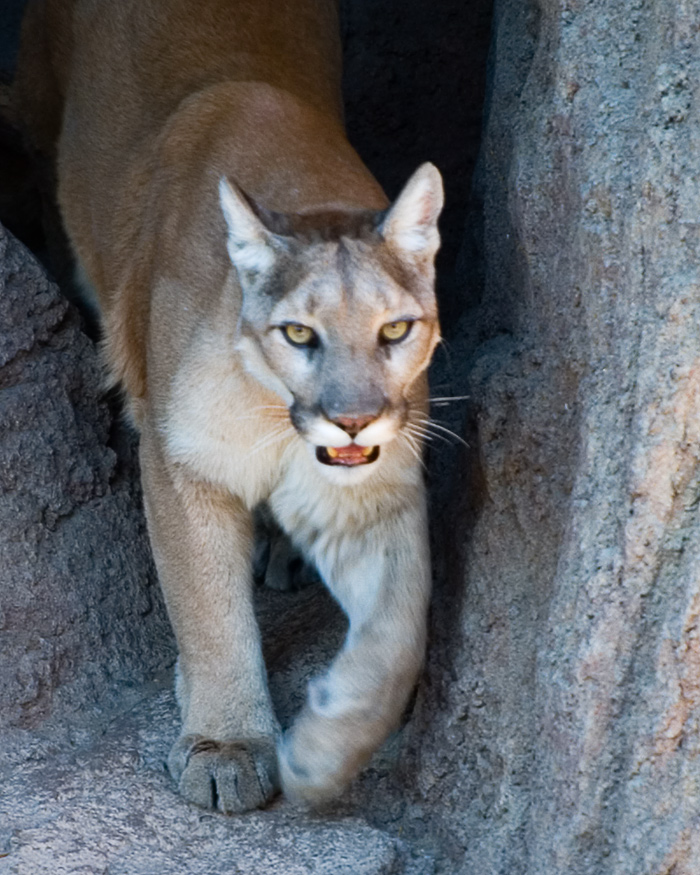
Báo sư tử

Có hai hệ sinh thái rừng ngập mặn lớn dọc theo bờ biển là Đầm phá Brus và Iban. Khu vực đầm phá Brus có diện tích 120 km ² là khu vực nước lợ và khu vực đầm phá Iban có diện tích 63 km ² là khu vực đầm phá nước ngọt. Rừng ngập mặn có giá trị và dễ bị hủy hoại, vì vậy nó là một phần quan trọng của các giá trị bảo tồn tại đây.
Hơn nữa trong khu vực đất nội địa của khu bảo tồn bao gồm các đồng cỏ cói và thảo nguyên, phụ thuộc vào nguồn nước sẵn có. Dọc theo lưu vực các con sông, thảm thực vật là rừng ẩm ướt dày, tuy nhiên việc nghiên cứu tại đây còn hạn chế.

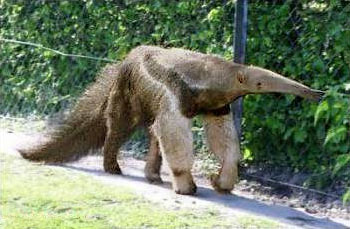
Thú ăn kiến khổng lồ

### Động vật
Các loài động vật ghi nhận trong khu vực bao gồm 39 loài động vật có vú, 377 loài chim và 126 loài bò sát và lưỡng cư. Khu vực này là phong phú với các loài chim, trong đó có kền kền vua, đại bàng Harpy, Crax rubra, Chim cổ mào, Vẹt hồng, vẹt đuôi dài và Vẹt xanh lá
Các loài đại diện cho linh trưởng và động vật có vú bao gồm Khỉ mũ trắng, Khỉ rú và Khỉ nhện, Lười cổ nâu, Paca, Kinkajou, Coati, Rái cá Trung Mỹ, Báo sư tử, lợn lòi Pecari, lợn lòi Pecari môi trắng và hươu đỏ.
Các loài quý hiếm đang bị đe dọa bao gồm thú ăn kiến khổng lồ, báo đốm Mỹ, mèo gấm Ocelot, Mèo đốm Margay, Lợn biển Tây Ấn, và heo vòi Trung Mỹ. Do môi trường giáo dục ở Honduras, vì vậy rất khó để bảo vệ các loài đang bị đe dọa. Ngoài ra, cái nghèo lan rộng và thiếu nghiên cứu chính xác về các hệ sinh thái làm cho việc bảo vệ ngày càng khó khăn. Trong khi các chương trình bảo tồn đạt được mục tiêu riêng, nhưng do không có kế hoạch quản lý hay công tác bảo vệ thành công các loài trực tiếp. 

## Bảo tồn
Mặc dù nó đã được loại ra khỏi danh sách di sản thế giới bị đe dọa, nhưng khu dự trữ vẫn còn phải đối mặt với một vài mối đe dọa. Khai thác gỗ và phát triển tiếp tục là vấn đề chính, và tình hình càng trầm trọng hơn bởi một dân số ngày càng tăng từ khu vực nghèo của Honduras hoặc người tị nạn từ Nicaragua đã tới đây để khai thác gỗ và săn bắn bất hợp pháp.